# Federalismo belga

Bélgica está dividida en tres regiones:Región Flamenca (en verde), Región Valona (en rojo) y Región de Bruselas-Capital (en azul).

El federalismo belga es el federalismo aplicado en Bélgica desde las reformas institucionales de 1970.
Se trata de un sistema federal que ha tomado una forma específica con dos entidades federales, las Comunidades y las Regiones, comparten las competencias públicas con el Estado federal.
Este federalismo presenta ciertas características confederales, como las dobles mayorías requeridas para los cambios constitucionales o la concepción de las normas de igualdad de peso que pone a las entidades federales en igualdad con el Estado federal.